# 霍華德 (科羅拉多州)
霍華德（英語：Howard）是位於美國科羅拉多州弗里蒙特縣的一個人口普查指定地區。

## 地理
霍華德的座標為38°26′55″N 105°50′04″W / 38.44861°N 105.83444°W，而該地最高點為海拔高度2047米（即6716英尺）。

## 人口
根據2010年美國人口普查的數據，霍華德的面積為43.40平方千米，均為陸地。當地共有人口723人，而人口密度為每平方千米16人。